# Centro de Innovación en Tecnología y Pedagogía (Universidad de Buenos Aires)

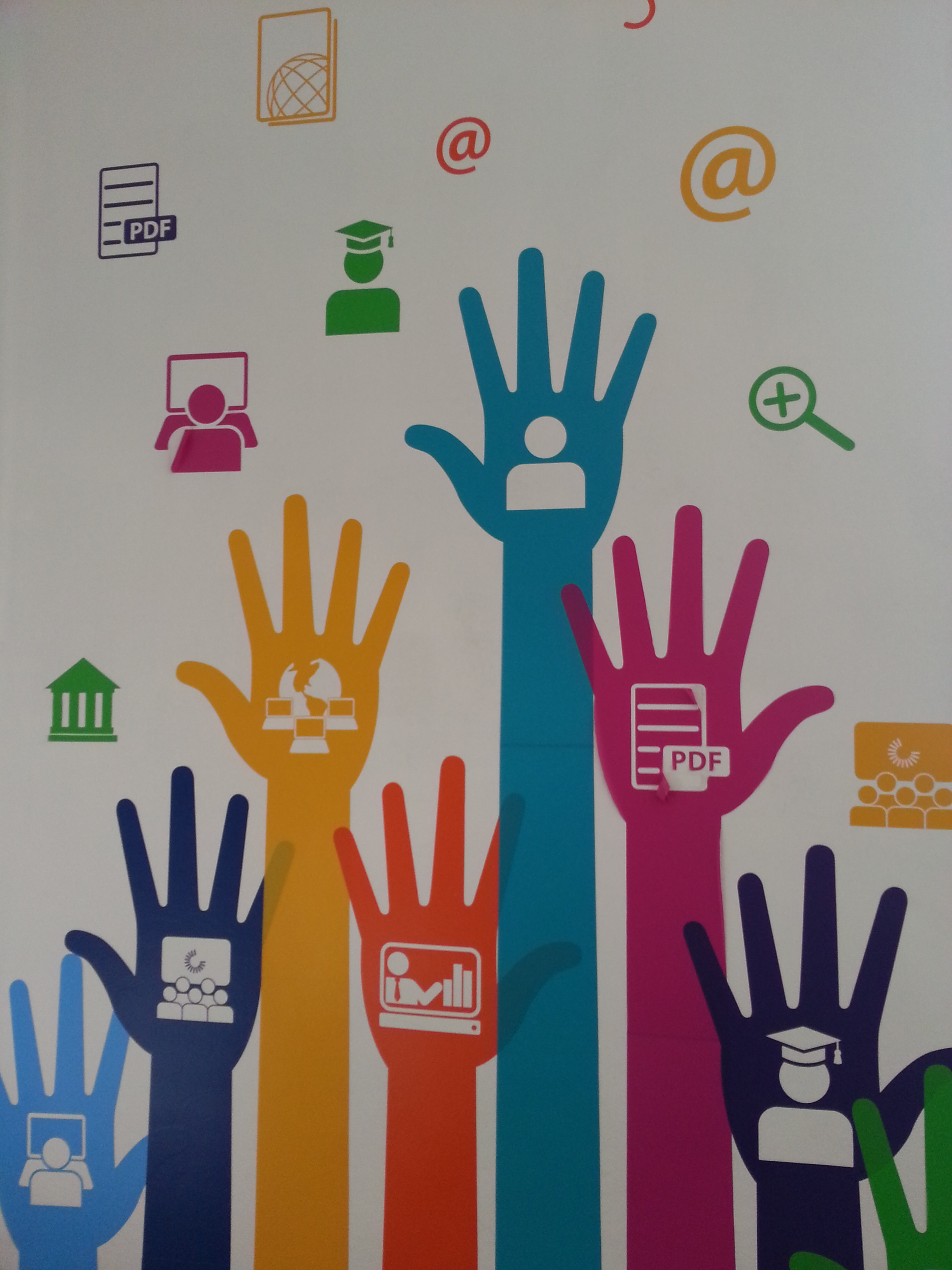
Aula tecnológica CITEP

El Centro de Innovación en Tecnología y Pedagogía (CITEP) es un centro de investigación y experimentación sobre pedagogía y nuevas tecnologías perteneciente a la Universidad de Buenos Aires (UBA). Fue creado en el año 2008 a partir de la iniciativa de la Secretaría de Asuntos Académicos del Rectorado de la UBA, con el objetivo de crear un espacio destinado a trabajar con y para los docentes de la Universidad en los desafíos que presenta la incorporación de nuevas tecnologías en la enseñanza de nivel superior.

## Ejes de trabajo
1. Mejora e innovación pedagógica colaborativas. El Citep trabaja con las unidades académicas, departamentos, cátedras, centros de servicios informáticos, etc., en la identificación de necesidades y oportunidades para el desarrollo de proyectos de tecnología educativa que promuevan procesos de mejora e innovación pedagógica.
2. Desarrollo de herramientas y entornos tecnológicos. El Citep desarrolla herramientas, prototipos y entornos digitales de trabajo que puedan ser apropiados por diversos equipos docentes.
3. Formación docente. Citep trabaja en la implementación de un plan sistemático de formación continua en nuevas tecnologías y educación para todos los docentes de la Universidad como clave en los procesos de inclusión de herramientas, aplicaciones y entornos digitales en propuestas de enseñanza innovadoras.
4. Evaluación y construcción de conocimiento en el campo de la tecnología educativa. Citep se propone desarrollar estrategias de evaluación de los proyectos imaginados y desarrollados con nuevas tecnologías, así como también difundir los aprendizajes y conocimientos construidos a través de las experiencias implementadas entre los docentes de la Universidad.

## Misión
El Citep lidera el proceso de genuina inclusión de nuevas tecnologías en las prácticas de enseñanza con el objetivo de promover las mejoras y enriquecimientos de las propuestas pedagógicas de la UBA, mediante un trabajo articulado con las distintas unidades académicas de la universidad. Este proceso implica las siguientes acciones:
- El desarrollo de proyectos y herramientas que permitan abordar los desafíos pedagógicos y la enseñanza de las disciplinas científicas en las cátedras, programas y carreras de las diversas unidades académicas.

- El asesoramiento personalizado respecto de la inclusión de tecnologías en las prácticas de enseñanza a todos los docentes y departamentos de la UBA.

- La capacitación y actualización (presencial y virtual) en los usos de las nuevas tecnologías para todos los docentes de la universidad.

- El intercambio y la difusión de experiencias innovadoras vinculadas con la inclusión de nuevas tecnologías para mejorar las prácticas pedagógicas en la Universidad.

## Desarrollo de herramientas y entornos tecnológicos

### Usina: simulador para la toma de decisiones
USINA  es un entorno digital diseñado por el CITEP para la enseñanza y el aprendizaje a través de simulaciones. Su propósito es generar entornos que enriquezcan el proceso formativo de los estudiantes de la universidad propiciando procesos de análisis y de resolución de problemas. Como estrategia didáctica, las simulaciones construidas en este entorno sitúan al alumno en un contexto y lo invitan a adoptar un rol. De esta forma, el estudiante se enfrenta a un problema o situación a resolver.
Para lograrlo, realiza sucesivas tomas de decisiones que van delineando un camino que lo conducen a una solución (entre otras posibles). El recorrido que el alumno traza tiene consecuencias encadenadas. Se promueve así la transferencia de diversos conceptos y contenidos académicos o teóricos de las materias, a posibles situaciones de la práctica o el campo profesional. Las decisiones que los alumnos van tomando son informadas, ya que en su recorrido se les presenta un amplio bagaje de insumos en diferentes soportes: videos, audios, imágenes, sitios web, textos, etc.

### Integra2.0. Entorno de estudio multimedia
Es un software que brinda un modelo para la construcción de explicaciones sobre la base de la resolución de problemas que puede aplicarse en cualquier nivel del sistema educativo. La propuesta consiste en partir de un problema inicial generador que vincule el tema a enseñar con una situación de la vida cotidiana; para, luego, ofrecer al alumno la posibilidad de elegir entre distintos recorridos de navegación de los contenidos, demostraciones, explicaciones y ejercicios que lo orientarán para poder resolver al problema del inicio.
Por tratarse de un entorno multimedia e interactivo, promueve procesos de visualización y abstracción de contenidos de difícil comprensión; brinda al alumno, pistas, claves de resolución y la posibilidad de interactuar con los contenidos insertando comentarios, marcando destacados y dudas.

### Explora. Entorno digital para el estudio de textos complejos
El propósito de este entorno es facilitar el estudio y promover la comprensión y el análisis de textos complejos en el ámbito de la universidad y de la escuela secundaria. Su diseño se origina en la necesidad de dar respuesta a las dificultades que los estudiantes presentan, de manera recurrente, en la comprensión lectora en relación con textos científicos, legales o literarios; o en el abordaje de documentos o fuentes primarias, sobre todo, en el inicio de los estudios universitarios o en aquellas asignaturas que implican la introducción de los estudiantes en una comunidad de lenguaje (disciplinas) particular. La herramienta resulta de gran valor en aquellas asignaturas en las que el análisis de textos es central para la construcción de conocimiento.

### CitepMic

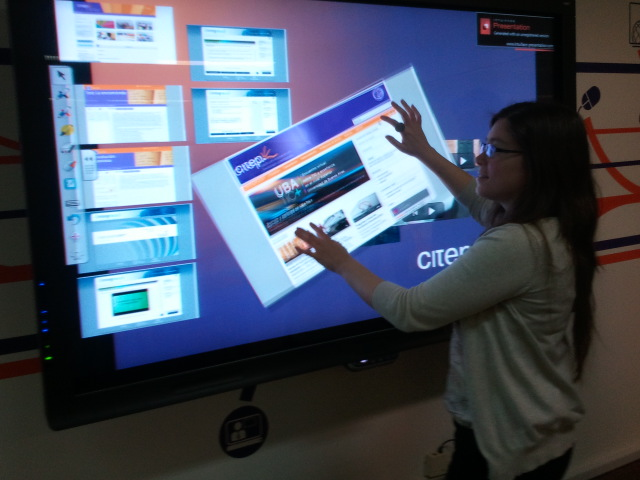
Aula de experimentación tecnológica de Citep

Se trata de una línea de acción del Citep que tienden a desarrollar microentornos de trabajo cognitivo. En este sentido, se ven potenciados procesos comprensivos de orden superior tendientes a la consideración e interpretación de diferentes puntos de vista en torno a un mismo problema (perspectivismo), argumentar y contrargumentar, expandir y sintetizar ideas, resolver situaciones reales y transferir contenidos a casos específicos, desarrollar y gestar proyectos de tecnología educativa y fortalecer la anticipación y la prospectiva. 
Las Mic son entornos flexibles y amigables en los que los docentes pueden personalizar sus ejercicios y propuestas de actividad de acuerdo con sus intencionalidades curriculares. Promueven el trabajo en colaboración a través de funcionalidades que permiten la revisión de ideas y de productos así como su publicación. Se desarrollaron para ser trabajadas a través de aplicaciones móviles y teléfonos inteligentes, así como para ser integradas con gran facilidad a los campus virtuales de cada Facultad. Convergen en un mismo entorno todas las microherramientas con un único sistema de logueo. El diseño de la interfaz invite, fundamentalmente, a la ideación creativa.

### Citep+
Es un entorno desarrollado para la creación de propuestas flexibles que se dan en el marco de la masividad: congresos, webinarios, MOOC. El corazón del entorno es el desarrollo de una Comunidad Académica Virtual. Esta se encuentra potenciada por la articulación de diversas herramientas que dan visibilidad y transparencia a lo que sucede a nivel académico.
Las características, resumidas, del Entorno digital Citep+ son:
- Gestión de la promoción, comunicación e información: a través de un sitio “receptivo”, que se adapta a distintos dispositivos (pc, teléfonos móviles, tabletas).
- Gestión electrónica de todo lo operativo: inscripciones (según modalidades de participación), sistema de pagos en línea y de seguimiento de pagos offline, emisiones de certificados digitales.
- Gestión académica: presentación electrónica de trabajos y ponencias,  proceso de evaluación de trabajos, historial de revisiones, publicaciones en línea y envío de notificaciones, entre otros.
- Gestión organizativa: asignación y creación de “mesas temáticas”, agrupación de trabajos por ejes y categorías, asignación de coordinadores.
- Comunidad Académica Virtual: da visibilidad a lo más importante en términos académicos: participación e interacción de las personas, mesas más destacadas, trabajos más vistos, usuarios más activos.
- Conexiones 2.0: posibilidad de conectar con redes 2.0 para generar convergencia.